# 鞘氨醇
鞘氨醇（Sphingosine）又称神經鞘胺醇，学名2-氨基-4-十八烯-1,3-二醇，是一种含有不饱和烃基链的十八碳氨基醇，化学式为C18H37NO2。鞘氨醇属于鞘脂类，为细胞膜组成成分之一。

## 功能
鞘氨醇在体内可在两种激酶——鞘氨醇激酶1和鞘氨醇激酶2的催化下被磷酸化产生鞘氨醇-1-磷酸，后者是一种有力的信号脂类分子。
鞘脂的代谢物如神经酰胺、鞘氨醇与鞘氨醇-1-磷酸，均为信号脂类分子，参与多种细胞过程。

## 生物合成
棕櫚醯CoA与丝氨酸缩合，得到脱氢鞘氨醇。
然后脱氢鞘氨醇被NADPH还原为二氢鞘氨醇，后者再被FAD氧化为鞘氨醇。

## 图片

鞘脂贮积病